# Myotis keenii
Myotis keenii — вид роду Нічниця (Myotis).

## Поширення, поведінка
Проживання: Канада (Британська Колумбія), США (Аляска, Вашингтон). Лаштує сідала в тріщинах скель, серед скель з геотермальним підігрівом, в дуплах дерев, в ущелинах кори, а також у будівлях.